# Braniștea (Galați)
Braniștea è un comune della Romania di 4 125 abitanti, ubicato nel distretto di Galați, nella regione storica della Moldavia.
Il comune è formato dall'unione di 4 villaggi: Braniștea, Lozova, Traian, Vasile Alecsandri.